# Winston Churchill (spisovatel)
Winston Churchill (10. listopadu 1871 St. Louis – 12. března 1947 Winter Park, Florida) byl americký spisovatel, jeden z nejprodávanějších romanopisců počátku 20. století. Později byl i jako spisovatel zastíněn britským státníkem stejného jména Winstonem Churchillem, s nímž nebyl nijak spřízněn.

## Mládí
Churchill byl synem Edwarda Spaldinga Churchilla a Emmy Bell Blaineové. Navštěvoval Smith Academy v Missouri a Námořní akademii Spojených států, kde promoval v roce 1894. Na Námořní akademii se vyznačoval sportovními aktivitami, stal se zkušeným šermířem a dva roky vedl posádku studentské osmiveslice. Po ukončení studia se stal redaktorem časopisu Army and Navy Journal. Odešel z amerického námořnictva, aby se mohl věnovat spisovatelské kariéře. V roce 1895 se stal šéfredaktorem časopisu Cosmopolitan, ale za necelý rok z něj odešel, aby měl více času na psaní. Přestože potom byl nejúspěšnější jako romanopisec, byl také publikovaným básníkem a esejistou.

## Kariéra

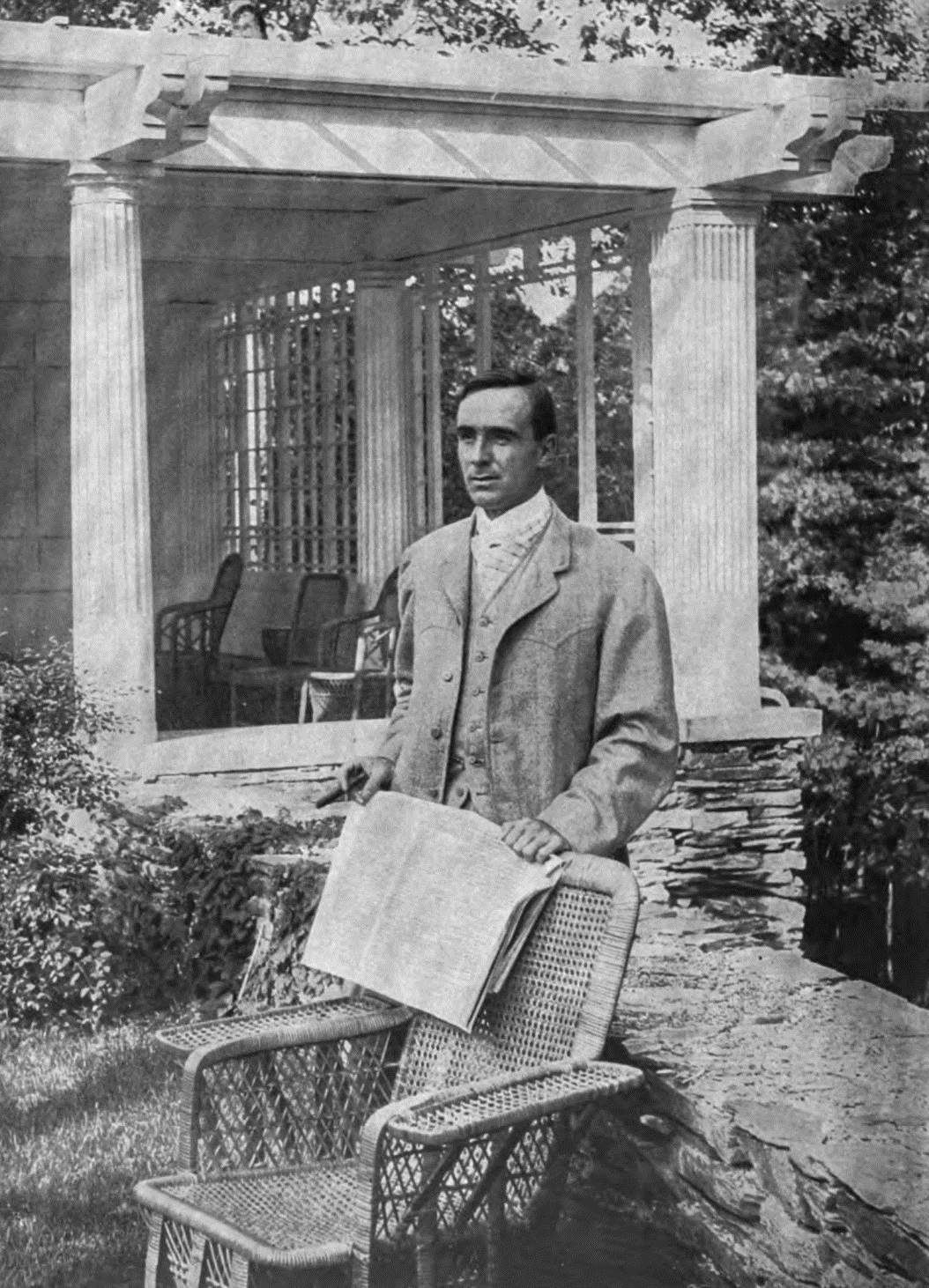
Winston Churchill na dobové fotografii.

Jeho prvním románem byl Útěk pana Keegana (Mr. Keegan's Elopement), který vyšel v roce 1896 jako časopisový seriál. V knižní podobě byl jako první vydán román Celebrita (The Celebrity) v roce 1898. Další román Richard Carvel už byl třetím nejprodávanějším dílem americké beletrie v roce 1899.
Churchillovy rané romány byly historické, ale jeho pozdější díla se odehrávala v současné Americe. Často se snažil zahrnout své politické myšlenky do svých románů.
V roce 1898 Churchill pověřil Charlese Platta, aby pro něj navrhl sídlo v Cornish v New Hampshire. Churchill se tam přestěhoval následující rok (v letech 1913 až 1915 jej pak pronajal Woodrowu Wilsonovi, který jej využíval jako letní dům). Churchill se zapojil také do politiky, vyhrál místní volby v roce 1903 a 1905 a v roce 1906 neúspěšně usiloval o republikánskou nominaci na guvernéra New Hampshire. Jako kandidát na guvernéra byl pak nominován v roce 1912, ale volby nevyhrál a znovu již o veřejnou funkci neusiloval.
V roce 1917 cestoval po místech bitev první světové války a o tom, co viděl, napsal knížku patřící do literatury faktu (A Traveller in War-Time – Cestovatel ve válečné době).
Po přestěhování do Cornish také začal malovat akvarelem a některé jeho krajiny jsou ve sbírkách Hood Museum of Art v Hannoveru v New Hampshire a v Saint-Gaudens National Historic Site v Cornish v New Hampshire.
V roce 1919 se Churchill rozhodl přestat psát, stáhl se z veřejného života a postupně na něj veřejnost zapomněla. V roce 1923 jeho dům v Cornish vyhořel.
Churchill zemřel ve Winter Park na Floridě v roce 1947 na infarkt. Churchill a jeho manželka měli tři děti, včetně syna Creightona Churchilla, známého publicisty z oblasti vinařství.

## Britský státník se stejným jménem
V 90. letech 19. století byly Churchillovy spisy poprvé zaměňovány se spisy Winstona Churchilla, britského spisovatele a později politika se stejným jménem. Dohodli se, že britský Churchill využije své plné příjmení „Spencer-Churchill“ a bude používat pseudonym „Winston Spencer Churchill“, což bylo pak zkráceno na „Winston S. Churchill“. Oba muži se dvakrát setkali, ale nikdy se blíže neznali, i když jejich životy měly určité paralely: oba získali vzdělání na vysokých školách a krátce sloužili (během stejného období) jako důstojníci v ozbrojených silách příslušných zemí (jeden byl námořním důstojníkem, druhý armádním důstojníkem). Oba Churchillové byli i amatérští malíři, spisovatelé a politici, ačkoli politická kariéra britského Churchilla byla mnohem slavnější.

## Dílo
Jedním z velmi úspěšných Churchillových děl byl historický román Krize (The Crisis), vydaný v roce 1901; toho roku to byla nejprodávanější kniha ve Spojených státech. Román se odehrává v letech předcházejících prvním bitvám americké občanské války, většinou v rozděleném státě Missouri. V následujícím roce 1902 autor upravil román do podoby divadelní hry a v roce 1916 byl natočen i stejnojmenný němý film.
Romány:
- Útěk pana Keegana (Mr. Keegan's Elopement, 1896)
- Celebrita (The Celebrity, 1898)
- Richard Carvel (1899)
- Krize (The Crisis, 1901)
- Křížení (The Crossing, 1904)
- Coniston (1906)
- Kariéra pana Crewa (Mr. Crewe's Career, 1908)
- Moderní kronika (A Modern Chronicle, 1910)
- Uvnitř poháru (The Inside of the Cup, 1913)
- Vzdálená země (A Far Country, 1915)
- Obydlí světla (The Dwelling Place of Light, 1917)

Jiná díla:
- Richard Carvel (hra produkovaná na Broadwayi, 1900-1901)
- Krize (The Crisis, hra produkovaná na Broadwayi, 1902)
- Křížení (The Crossing, hra produkovaná na Broadwayi, 1906)
- Titul Mart (The Title Mart, hra produkovaná na Broadwayi, 1906)
- Cestovatel ve válečné době (1918)
- Dr. Jonathan (hra o třech jednáních, 1919)
- Nezmapovaná cesta (The Uncharted Way, 1940)

Filmografie:
- Krize (The Crisis, režie Colin Campbell, 1916)
- Obydlí světla (The Dwelling Place of Light, režie Jack Conway, 1920)
- Uvnitř poháru (The Inside of the Cup, režie Albert Capellani, 1921)